# Pilot automàtic (nàutica)
|  | Per a altres significats, vegeu «Pilot automàtic». |

El  Pilot automàtic  és un equip utilitzat en els vaixells (i també en els avions) per mantenir el curs elegit sense cap intervenció humana constant. També és conegut per diversos altres termes, com ara  autopilot  (terme pres de les aeronaus i considerat incorrecte per alguns marins) i Autohelm  (tècnicament un marca registrada de Raymarine.

## Tipus
Es poden dividir en dues categories: 
- Pilots electrònics
- Pilots mecànics

## Pilots electrònics

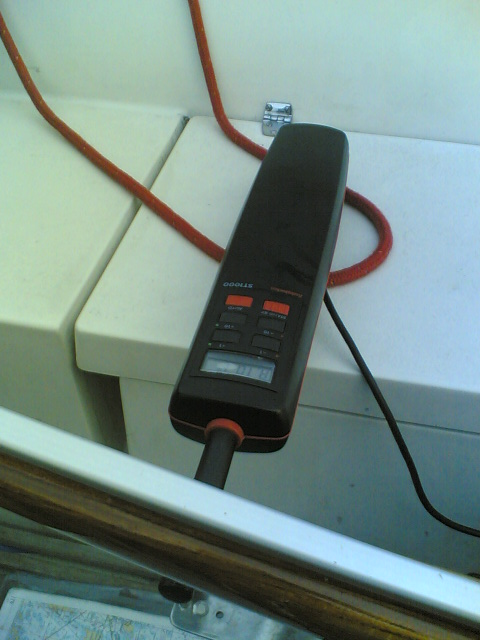
Un pilot electrònic aplicat al timó en un vaixell de vela.

Un Pilot automàtic electrònic és controlat per un circuit electrònic funciona d'acord amb un o més sensors d'entrada, que comprenen almenys, una brúixola magnètica i, de vegades, un penell indicador de la direcció del vent o fins i tot un GPS per marcar la posició davant d'un punt de referència escollit. El mòdul d'electrònica calcula la maniobra de direcció requerida i un mecanisme de transmissió (generalment elèctric, encara que pot ser hidràulic en sistemes més grans) fa moure el timó de direcció d'acord amb les desviacions del rumb correcte.
Hi ha diverses possibilitats per a la interfície entre el mecanisme de govern del pilot i el sistema de direcció convencional. En els iots, els tres sistemes més comuns són:
1. Transmissió directa, en la qual es connecta un actuador al quadrant de direcció del timó, a la part superior de l'eix del timó a l'interior del vaixell. Aquest és el mètode menys intrusiu d'instal·lació.
2. Muntatge a la roda del timó, en què es munta un motor amb un desmultiplicador sobre roda de timó, i es pot embragar i desembragar mentre està ús, alliberant la roda. Això típicament inclou una transmissió per corretja dentada o un engranatge de connectat a la mateixa roda, i és una opció comuna per a les instal·lacions ja existents en iots amb una roda de timó.
3. Pilots de canya, que solen ser l'única opció en embarcacions més petites amb un timó de canya. Es componen d'un moltó d'accionament elèctric que es munta entre el timó i un orifici al costat de la cabina. Alguns són totalment autònoms, necessitant només una font d'alimentació, mentre que altres tenen la unitat de control separada de l'actuador. Els primers són molt populars, ja que estan lliures de manteniment i són fàcils d'instal·lar.[1]

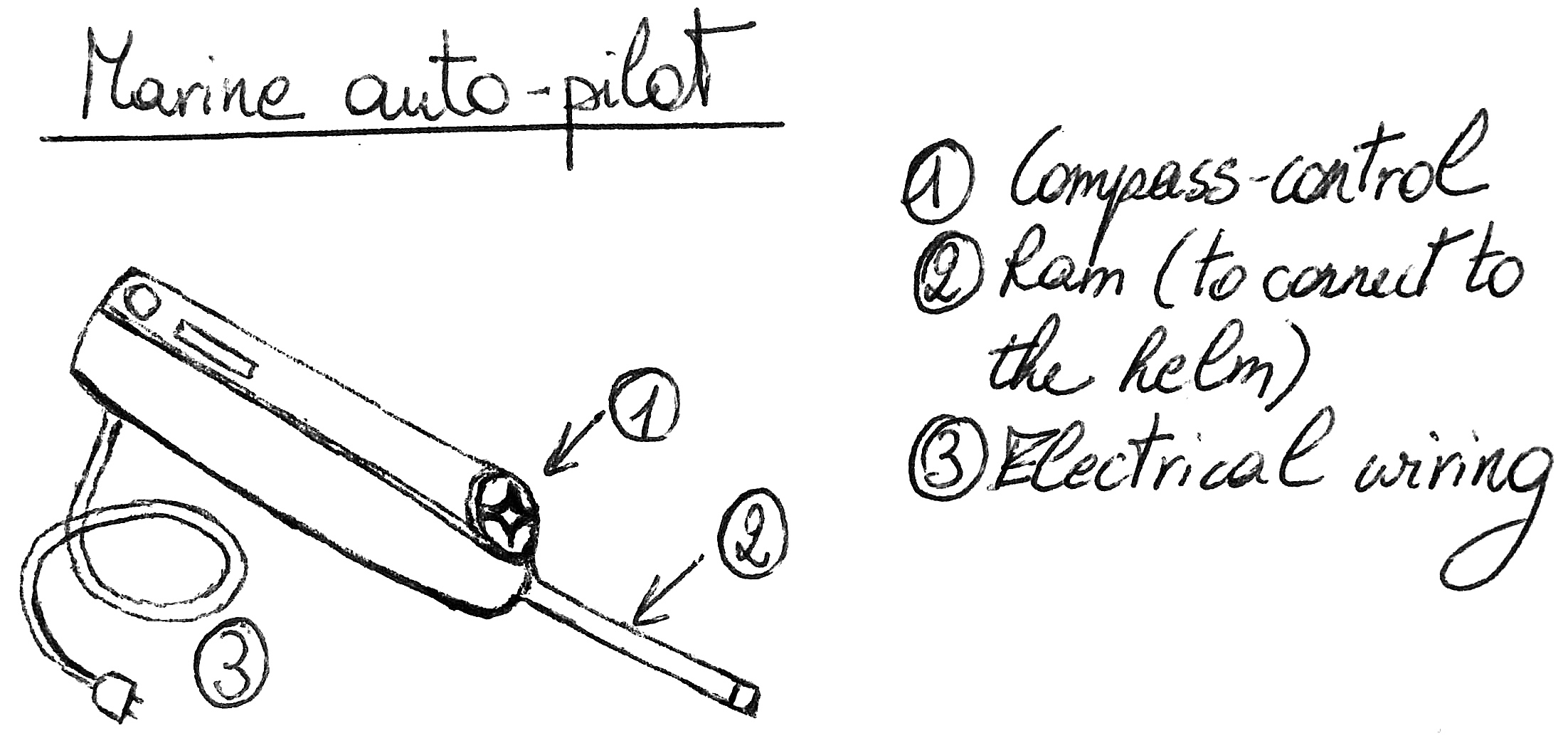
Funcionament d'un timó marí pilot

Depenent de la sofisticació de la unitat de control (per exemple, pilot de canya, traçador de mapes incorporat, ....), un pilot automàtic electrònics pot ser programat per mantenir un rumb de brúixola determinat, per mantenir un cert angle amb el vent (perquè els velers no hagin de canviar el reglatge de les veles), per navegar cap a una posició determinada, o amb qualsevol altra funció que raonablement es pugui definir. No obstant això, la quantitat d'energia requerida pels actuadors elèctrics, especialment si estan constantment en acció, per raó de la mar i les condicions climàtiques, és a tenir en consideració. En els creuers de llarga distància a vela, en què no es té cap font externa d'electricitat i, normalment no s'engeguen els motors per a la propulsió, en general es tenen pressupostos d'energia relativament estrictes i no s'utilitza el pilot elèctric durant un període llarg de temps.
Així doncs, atès que els sistemes de pilot automàtic electrònics requereixen electricitat per a funcionar, molts vaixells fan ús de panells d'energia fotovoltaica o d'una petita turbina de vent muntada en el vaixell. Això elimina la contaminació i redueix els costos.

## Pilots mecànics

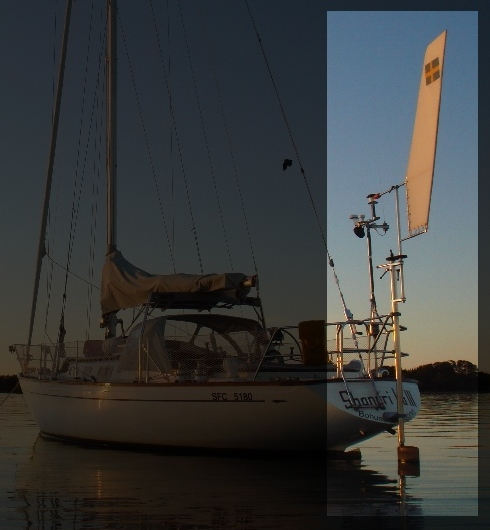
Iot amb dispositiu de timó de vent

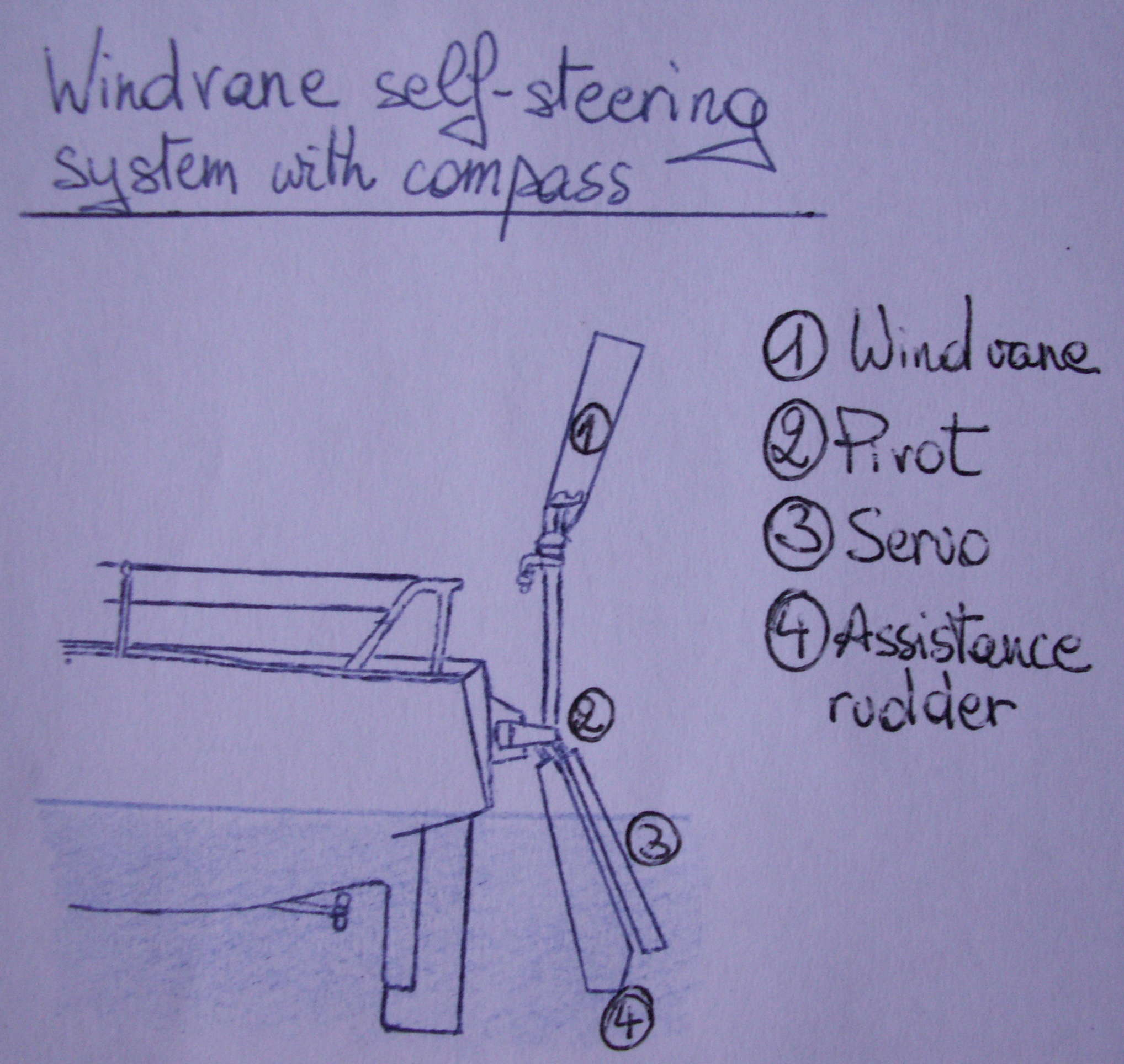
Un sistema de timó de vent

L'objectiu principal d'un timó de vent mecànic és mantenir un veler en un recorregut determinat cap al vent aparent i alliberar el timoner de la feina de pilotatge. Un efecte secundari avantatjós és que les veles es mantenen en un angle òptim cap al vent aparent i proporcionen una força de propulsió òptima per aquest motiu. Fins i tot en els velers que s'ajuden amb el motor, l'engranatge d'autodirecció es pot utilitzar per mantenir l'embarcació en direcció al vent per poder ajustar o canviar fàcilment les veles (excepció: sistema de penell sobre timó).
Com a sensors de direcció de vent s'utilitzen
a) Un penell de vent muntat sobre un eix que s'inclina més o menys respecte l'horitzontal (autocontrol del penell sobre el timó)
b) La pressió del vent sobre la vela que deriva en una força sobre l'escota (autocontrol de l'escota sobre la canya del timó).
Els diferents principis mecànics d'acoblar mecànicament un canvi en la direcció aparent del vent amb un actuador que canviï el rumb (timonet) es poden classificar, més o menys, en els següents grups:
1. Sistemes Trimm-Tab (Flettner Servo tab), amb un penell de vent que actua sobre una petita solapa enganxada al timó principal, a un timó auxiliar o a un timó servo pèndol
2. Penell sobre timonet auxiliar (Windpilot Atlantik, Hydrovane) amb un penell de vent directament acoblat a un timonet auxiliar
3. Penell sobre el timó principal (només s'aplica a embarcacions molt petites, amb un gran penell acoblat directament al timó del vaixell)
4. Servo pèndol sobre el timó principal (una paleta de vent fa girar una fulla immersa al voltant del seu eix vertical, la fulla es desplaça cap al costat a causa del moviment a través de l'aigua i fa girar el timó del vaixell)
5. Servo pèndol sobre timonet auxiliar (com l'anterior, però la fulla del servo pèndol actua sobre un timó auxiliar i no sobre el timó del vaixell)
6. Fulla-a-remolc (la càrrega d'una molla es contraresta amb la força de tracció de la fulla principal)

## Evolució
Durant molt de temps es va produir poc desenvolupament en els sistemes d'autodirecció que es podien comprar al comerç. La majoria de nous dissenys es van presentar en forma de sistemes auto-construits. Entre ells es poden citar_ Walt Murray, un nord-americà que va publicar els seus dissenys al seu lloc web i l'holandès Jan Alkema, que va desenvolupar un nou sistema, l'anomenada ventallada Up Side Down (abreujat USD, disponible només com marca comercial) i un nou sistema de servo pèndol que es podia instal·lar a les embarcacions amb timó penjat. Per aquesta última invenció, Jan Alkema va rebre el premi John Hogg-Price de l'AYRS (Amateur Yacht Research Society) el 2005. Jan Alkema va publicar molts dels seus dissenys al lloc web de Walt Murray.

## Vaixells d'autodirecció famosos
Part dels vaixells més famosos que portaven pilot automàtic:
- Falcó Maltès .[4]

- El Shin Aitoku Maru.[5][6]

## Galeria

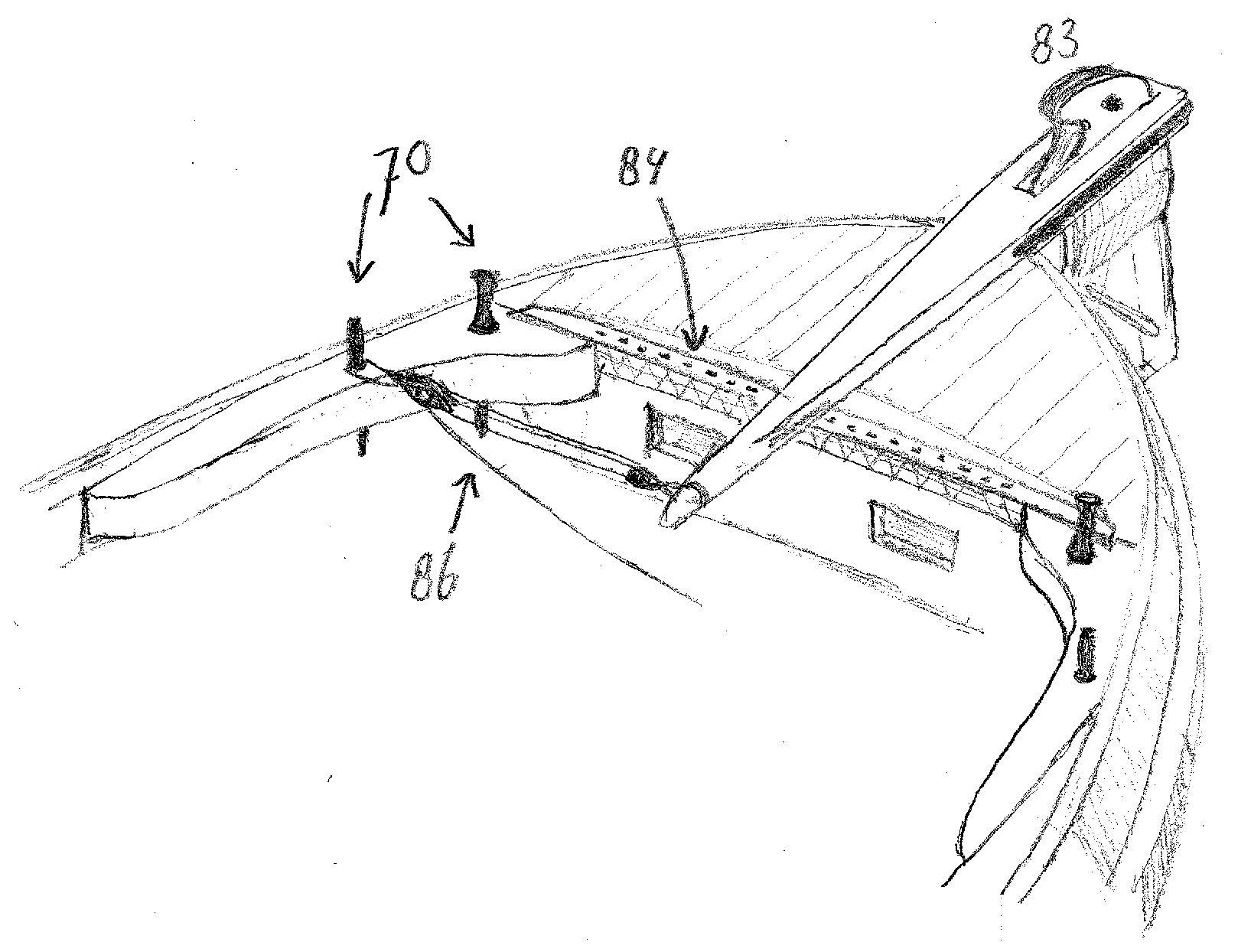
Esquema de control de timó amb politges
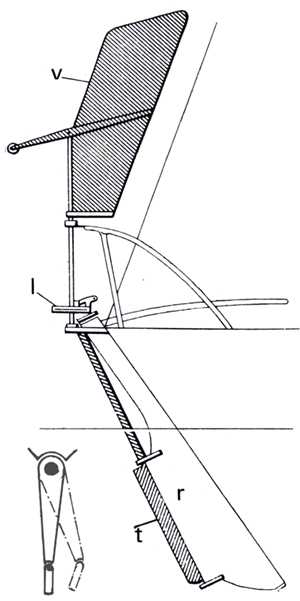
Trim-Tab Self Steering
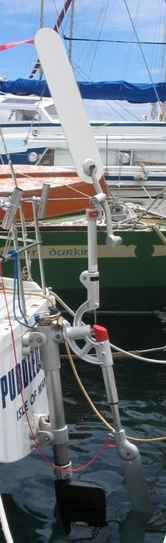
Doble timonet
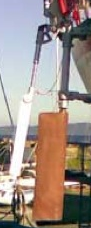
Doble timonet (bis)
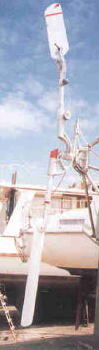
Timó de pèndola
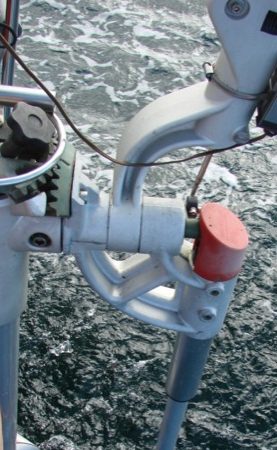
Trasmissio de la banderola al timonet